# Company of Heroes 2
Company of Heroes 2 est un jeu vidéo de stratégie en temps réel développé par Relic Entertainment et édité par Sega pour Windows, sorti le 25 juin 2013. Il est la suite du jeu vidéo Company of Heroes (2006) édité par THQ et utilise le moteur graphique Essence Engine 3.0.

## Synopsis
Comme son aîné, le jeu se déroule durant la Seconde Guerre mondiale, mais se concentre sur le front de l'Est avec donc la présence d'unités soviétiques en plus des unités américaines et britanniques.
Une nouveauté par rapport au premier jeu est, en raison de son contexte, la gestion de la chaleur corporelle de ses troupes qui simule la rigueur de l'hiver. Les unités peuvent en effet souffrir de gelures. La trame s'étend de l'opération Barbarossa à la bataille de Berlin.

## Développement
En janvier 2013, Sega a acquis le studio Relic Entertainment et, avec lui, la licence du jeu qui était la propriété intellectuelle de THQ.
Le jeu peut se subdivise en trois parties : la Campagne, le Théâtre de Guerre et la section En ligne & Escarmouche. Malgré le début du développement du jeu qui a commencé en 2013, le jeu n'est pas abandonné en raison des mises à jour régulières d'équilibrage (une mise à jour tous les trois mois environ).

## Campagne
La campagne se situe entre septembre 1942 et avril 1945, de la bataille de Stalingrad jusqu'à la bataille de Berlin. Le joueur incarne Lev Abramovich Isakovich, officier de l'Armée Rouge incarcéré dans un camp de travail en 1952. C'est pour avoir défendu ses convictions que le héros se retrouve accusé de trahison et de désertion. Chaque mission est un flashback permettant d'en apprendre plus sur ce sujet. Au moment de son exécution, il est sauvé par son ancien capitaine qui le laisse s'enfuir.

## Théâtre de Guerre
Le Théâtre de Guerre permet au joueur de prendre part à des parties du conflit inexplorées par la campagne sous forme de scénarios en coopération, de défis en solo et de batailles contre l'IA en solo et en coopération. Il est donc possible de revivre l'opération Barbarossa, le plan bleu, la victoire de Stalingrad et les contre offensives des soviétiques dans le sud ouest de l'URSS. De plus, le joueur peut aussi revivre les batailles vers les Fronts du Sud, le tout donnant de nouvelles sensations grâce aux scénarios inédits et la possibilité de jouer certaines mission avec un ami.

## En ligne & Escarmouche
Dans cette section, le joueur peut choisir entre une partie automatique contre d'autres joueurs en ligne dans une faction de son choix (armée soviétique ou allemande), faire une partie seul ou en coopération contre une ou plusieurs IA et créer sa partie personnalisée en choisissant le mode de jeu (annihilation ou position de victoire), les ressources de départ et les coordonnées déterminées ou non, tous ces modes étant possibles en 1vs1, 2vs2, 3vs3 ou 4vs4.

## Extensions
Le jeu connaît 3 extensions : la première qui s'intitule Company of Heroes 2 : The Western Front Armies sortie le 24 juin 2014. Ce DLC inclut deux nouvelles factions, 16 nouveaux commandants (3 pour chaque factions sont offerts pour la section En ligne & Escarmouche) et les bulletins de renseignements pour les deux factions.
Une seconde baptisée Company of Heroes 2 : Ardennes Assault est sortie le 18 novembre 2014, proposant une nouvelle campagne permettant une découverte de la faction américaine et qui donne des récompenses lorsque cette campagne est terminée et qui serviront pour la section En ligne & Escarmouche
La troisième s'appelle Company of Heroes 2 - The British Forces est sortie le 03 septembre 2015, incluant une nouvelle faction, 8 nouveaux commandants dont 3 offerts et les bulletins de renseignements des British Forces.
Il existe la version Platinum Edition qui regroupe le jeu de base ainsi que les 3 extensions.

## Accueil
Les notes de la presse sont positives : Jeuxvideo.com : 17/20, GameRankings : 80,52 %, IGN : 8,4/10, GameSpot : 7,5/10.
En revanche, le jeu déçoit les joueurs sur Metacritic, la moyenne des 82 notes de la presse est de 80/100 soit « avis généralement favorables », alors que les joueurs attribuent en moyenne (d'après plus de 6 000 critiques) une note de 2.1/10 soit « avis unanimement médiocres ». C'est le plus grand écart sur Metacritic entre les notes des joueurs et de la presse, surpassant Diablo III. La majorité de ces avis très défavorables ne porte pas sur la jouabilité du jeu mais sur la représentation de l'armée soviétique, avec des épisodes authentiques, mais systématisés voire exagérés, tombant dans la caricature, comme les soldats envoyés au front sans armes, l'ordre n° 227 ou la politique de la terre brûlée.
La source principale du jeu serait les écrits de Vassili Grossman même si les détracteurs accusent une décontextualisation et de nombreux emprunts au film décrié Stalingrad,,.